# Legione (Marvel Comics)
Legione (Legion), il cui vero nome è David Charles Haller, è un personaggio dei fumetti Marvel Comics creato da Chris Claremont e Bill Sienkiewicz. Figlio illegittimo del leader degli X-Men Charles Xavier e della superstite dell'Olocausto Gabrielle Haller, è un mutante che soffre di disturbi mentali come personalità multipla, ognuna delle quali controllante un suo potere. Le sue storie ruotano solitamente intorno all'amarezza per il padre e successivamente al tentativo di redimersi ai suoi occhi.

## Biografia del personaggio
Xavier incontra Gabrielle durante un periodo di lavoro in una struttura psichiatrica in Israele. Mentre decide di utilizzare i suoi poteri mentali per alleviare il dolore dei ricoverati, Xavier ha un rapporto con Gabrielle e in seguito dalla loro relazione nasce David, a Haifa. Ma Xavier ignora la nascita di un figlio.
Da giovane David resta coinvolto in un attacco terroristico, dove per la prima volta si attiva il suo potere mentale, che incenerisce le menti dei terroristi, e assorbe anche la mente del capo dei terroristi, Jemail Karami, nella propria. A seguito dell'incidente David diventa catatonico e viene ricoverato a Isola Muir, in una struttura di ricerca gestita dalla dottoressa Moira MacTaggert.
Durante il suo ricovero Karami prende il possesso dell'abilità telepatica di Legione e altre personalità assorbite da David, fra le quali due si dimostrano particolarmente forti: Jack Wayne, un avventuriero che controlla la telecinesi, e Cyndi, una ragazza ribelle, che controlla la pirocinesi. Alla fine di una lotta tra le varie personalità le dominanti sono quelle di Jemail, Jack e Cyndi.
Durante la permanenza sull'isola Legione si risveglia dallo stato catatonico e il suo potere psichico viene risvegliato. Poco dopo viene posseduto dal Re delle ombre, che usa il suo potere psichico per aumentare l'odio nel mondo e potenziarsi di energia maligna. Mentre è in possesso di Legione il Re delle ombre uccide la mutante Destiny. In seguito viene liberato dagli X-Men e dalla X-Factor, cadendo però in uno stato di coma.
Risvegliatosi dal coma Legione ha un nuovo piano in mente: aiutare il padre a realizzare il suo sogno di una coesistenza fra umani e mutanti. Perciò, utilizzando i suoi poteri, viaggia indietro nel tempo di venti anni per uccidere Magneto, perdendo però la memoria. Vedendo Magneto la sua memoria ritorna e furioso lo attacca con un coltello psichico, ma alla fine finisce per uccidere involontariamente il padre, causando così un futuro dove il mondo è in gran parte dominato da Apocalisse (realtà denominata, appunto, l'Era di Apocalisse).
La linea temporale viene in seguito riaggiustata da Alfiere, che tornando indietro nel tempo uccide Legione, il quale prima di morire si dispiace per tutto l'orrore che avrebbe causato. Nonostante sia morto le sue personalità continuano a vivere come spiriti rimasti in sospeso tra la vita e la morte. Alla fine la Mutante Meggan, con i suoi poteri empatici, calmerà gli spiriti che se ne andranno "verso la luce".
Qualche tempo dopo, durante un'indagine su un possibile caso mutante a Westcliffe, i Nuovi Mutanti trovano Legione ancora vivo e intrappolato in un bunker di cemento. Dopo avere accidentalmente assorbito il potere di Karma, cercando di proteggere una bambina di nome Marci che in realtà è solo una delle tante personalità intrappolate nella sua mente, viene assediato da un intero esercito di personalità multiple; una di esse prende il controllo di Marci, che adoperando una bambola di nome Moira (collegata apparentemente al “potere” di Marci) riesce ad ottenere un temporaneo “controllo” sul corpo di David e ad usare svariati poteri a volontà. Nel frattempo molteplici personalità multiple tentano di rubare il “controllo” alla Marci posseduta, prima fra tutte Jack Wayne, che vuole impadronirsi ancora una volta del corpo e dei poteri di David e farli suoi.
Una volta fuggito dalla sua cella di cemento David vola via con l'obiettivo di uccidere Dani Moonstar. Una delle sue personalità multiple rivela che l'utilizzo della lama psichica di Bishop su Legione lo ha trasportato nell'Era di Apocalisse, linea temporale in cui è stato catturato e reso schiavo ma da cui poi è riuscito misteriosamente a liberarsi. Dopo avere assorbito l'essenza di Magik e il suo potere quest'ultima inizia ad uccidere le personalità multiple più ostili e malvagie, fra cui anche Jack Wayne, fino a trovare Karma e Marci. La bambina guida le due ragazze nel luogo in cui è rinchiusa la “vera”personalità di Legione e lo liberano. Una volta sciolta la “possessione” della bambola Karma e Magik fanno ritorno nei loro corpi e David viene preso sotto l'ala protettiva degli X-Men.
Dopo le conseguenze di Utopia l'X-Club, assieme a Rogue e Danger, tenta di “riparare” la mente di David isolando e imprigionando le varie personalità. Viene rivelato da Karma, nel corso di una sessione di “cura” con Kavita Rao, che la piccola Marci era una bambina di Coquille che nell'Era di Apocalisse divenne amica di David, ma che venne poi uccisa e rimase poi intrappolata permanentemente nella mente di David. Prima di lasciare la mente di David Magik uccise l'entità che la controllava con la sua spada magica e una volta appurato che Marci è l'unica entità “indipendente” e non malvagia all'interno della mente di David viene lasciata libera come unica amica e fonte di comfort e stabilità per David, mentre tutte le altre personalità vengono rinchiuse e isolate. Ora è Danger che si occupa di Legione, valutando le sue varie personalità e mantenendolo sedato in una sezione del carcere di Utopia, assieme a personaggi pericolosi come Sebastian Shaw, Empath e Donald Pierce.
Durante X-Men: Second Coming Legione riappare come uno degli X-Men in lotta contro le Sentinelle e Nimrod. Con i Nimrod apparsi da un portale e pronti a distruggere tutti i mutanti di Utopia Xavier non ha altra scelta che risvegliare il figlio e usarlo nei combattimenti in aiuto degli altri X-Men. Durante i combattimenti Legione fa uso di due soli poteri diversi, ma fa la differenza nei combattimenti.
In Rise of New Mutants viene rivelato che Magik è la responsabile di avere riportato Legione dall'Era di Apocalisse, con la motivazione di dovere distruggere gli Dei Antichi una volta per tutte.
In Age of X, quando Xavier e il Dottor Nemesis tentano di trattare MPD da Legione, ciò porta alla creazione di un'ulteriore nuova personalità il cui unico obiettivo è “proteggere” David da qualsiasi assalto alla sua mente, e assume la forma della defunta Moira McTaggert, dotandola del potere di deformare la realtà per creare un nuovo mondo in cui Legione sarebbe stato l'eroe che avrebbe sempre voluto essere. Sfortunatamente lo status di “eroe” di Legione dipendeva dall'essere uno dei mutanti responsabili per la creazione di un enorme campo di forza in grado di intrappolare tutti i mutanti e dare il via ad una nuova ondata di persecuzione e imprigionamento dei vari mutanti; la nuova “Moira” crea perfino un'armata di combattenti e degli scontri con i mutanti, unicamente per fare sentire Legione “al sicuro”. Dopo che Legacy (la Rogue alternativa) scopre la verità sul nuovo mondo creato da Moira libera Xavier e gli altri telepati (che erano stati imprigionati, in quanto gli unici a potersi rendere conto del mondo fittizio), i quali riescono poi a convincere David a “riassorbire” Moira e ripristinare la vera realtà.
In “Lost Legion” viene creata una sorta di “centralino neurale”, progettato da una collaborazione del Dottor Nemesis, Madison Jeffries e Reed Richards, per Legione. Digitando un numero nel dispositivo venivano stimolate le cellule del talamo e la corteccia cerebrale, le quali creavano una sorta di collegamento a senso unico fra la mente di David e una delle sue personalità multiple. In questo modo Legione era in grado di usare svariati poteri senza essere dominato dalle personalità multiple. Più tardi venne rivelato che molte delle personalità di David riuscirono a fuggire tramite corpi fisici. Con l'aiuto degli X-Men Legione dà la caccia e tenta di “riassorbire” queste entità in fuga, ma incidentalmente mentre assorbe l'ultimo assorbe anche la mente di Rogue e subisce un enorme shock al sistema nervoso. Dopo essere stata liberata Rogue dichiarò che, mentre era all'interno della mente di Legione, venne collegata a migliaia di tipi di poteri diversi e che ne sarebbero nati ancora molti in futuro.
In AvX Legione appare in compagnia di suo padre Charles Xavier. Quando la Fenice si avvicinò alla terra per scegliere un mutante di Livello Omega come “burattino” provocò un fortissimo dolore a tutti i telepati di Livello Omega, fra cui anche Legione. Dopo questi fatti Xavier decise di affidare David a Merzah il Mistico, perché lo aiutasse a controllare i suoi vasti poteri senza costrutti “tecnologici”, rivelatisi tutti fallimentari.
Nella nuova testata Marvel Now “Legacy” Legione ha ottenuto un grande controllo dei suoi poteri e delle sue personalità multiple tramite l'aiuto di Merzah il Mistico e la costruzione del “Complesso Qortex”, una futuristica prigione mentale in cui David (grazie all'aiuto di Merzah) mantiene imprigionate tutte le sue personalità multiple e all'occorrenza, tramite una rappresentazione mentale di se stesso noto come “l'Estrattore”, e tramite aghi e tubi che porta sulle mani, effettua l'estrazione “forzata” del potere dalla personalità multipla e lo adopera poi liberamente nella realtà. Tuttavia quando la Forza Fenice possiede Ciclope con la conseguente morte di Xavier la mente di David va alla deriva e un fortissimo shock mentale causa la distruzione del Complesso Qortex e la conseguente liberazione di tutte le personalità, che iniziano a dare la caccia a David. Questo causa la morte di Merzah e molti altri telepati che si trovavano presenti al momento. Subito dopo, uno alla volta, le personalità di Legione prendono man mano il controllo del corpo di David (ma non riescono mai a mantenere il controllo per molto, dato che litigano fra di loro) e scatenano il caos in tutto il mondo. David riprende il controllo in Cina, riuscendo a nascondersi nelle “condutture” della sua mente; nel mondo reale viene attaccato da alcuni soldati e sta per essere ucciso, ma viene “salvato” da un misterioso quanto mostruoso essere, composto unicamente da due bulbi oculari rosso fuoco, il quale sfruttando il corpo di una capra “assume” un aspetto vagamente umano ed inizia ad uccidere i soldati, insultando nel frattempo il padre di David. Legione si infuria, riuscendo poi a prendere il controllo di una delle sue personalità più deboli, che lo aveva inseguito nelle "condutture" (Tyrannax l'Abominide), e ottiene il potere della telepatia, liberandosi dei soldati e vedendo svariate immagini nella mente dell'uomo-capra, unite ad un fortissimo odio verso Xavier e tutti i mutanti. Nel marasma di immagini David scopre che ci sono due mutanti gemelli, Sojobo e Karasu, che sono prigionieri e hanno bisogno d'aiuto. Decide di aiutarli e si reca quindi in Giappone, dove gli viene teso un agguato e viene catturato. Qui scopre che è stato catturato dai seguaci del vecchio Ogun (Shinobi), ora defunto e acerrimo nemico di Logan, ma la cui maschera viene ancora venerata dai suo seguaci come se fosse un'entità divina; inoltre scopre che i due gemelli non sono davvero prigionieri, ma sono stati allevati dal gruppo criminale e vengono usati come “killer mentali”. Notando che i gemelli non fanno volentieri uso dei loro poteri per “distruggere” i nemici dei fanatici di Shinobi riesce a convincerli che se non vogliono fare qualcosa non sono costretti a farlo, soprattutto ammettendo anche che suo padre non era affatto perfetto, e il fatto che ora sia morto non significa che ci sia qualcosa di male nel cercare di essere migliori. Tramite questo Legione acquista più fiducia in se stesso e dopo alcuni “attacchi” a personalità troppo forti per lui riesce ad irretirne una più debole e si libera, eliminando i fanatici e chiedendo ai due gemelli di accompagnarlo nel suo viaggio di redenzione. Tuttavia l'entità misteriosa che ha salvato Legione ha anche avvisato gli X-Men, riferendo una menzogna secondo cui David voleva uccidere i due gemelli. Così, non appena David sembra essere riuscito a liberarsi del suo problema precedente, ecco arrivare il gruppo degli X-Men, convinti che lui stia per ferire o fare del male ai bambini. Tramite alcuni trucchetti psicologici e l'aiuto dei gemelli che "catturano", tramite le loro rappresentazioni mentali, tutte le personalità di David, Legione riesce a sconfiggere il gruppo degli X-Men ma viene poi fermato da Blindfold, che "penetra" nel suo subconscio e lo bacia, annullando il potere mentale dei due gemelli e facendo addormentare tutte le personalità di David. In quel momento però appare Demone, la nuova misteriosa personalità di David, che ferisce Blindfold alla gola e la fa cadere in coma psichico. Legione e i gemelli fuggono all'interno di un deposito d'armi e vengono attaccati da Chamber, rischiando di morire; tramite una scarica d'ego (motivata dal dovere salvare i gemelli e dal fatto che finalmente qualcuno aveva "bisogno" di lui), David prende il controllo dei poteri dell'Origamista (uno dei "pezzi da novanta") e altera la realtà, facendo collassare su se stesso l'edificio e trasportando se stesso altrove e i gemelli in salvo, i quali successivamente vengono portati via dagli X-Men nonostante le reticenze dei due. Poco dopo si scopre che David sta sfruttando il momento di "calma interiore" per prendere il controllo delle sue personalità; tramite due di esse "trasporta" un'orda di Spettri Neri all'Accademia dei Mutanti e sfrutta la confusione per infiltrarsi, tramite proiezione astrale, nell'Accademia. Qui cerca Blindfold e, tramite contatto psichico, cerca di capire perché quella ragazzina lo turbi così tanto. Così scopre parte del triste passato di Ruth, e di come per lei la vita sia stata unicamente un susseguirsi di "effetti collaterali" dovuti all'essere mutante.

## Poteri e abilità
Potenzialmente Legione possiede enormi poteri di alterazione della realtà. In verità essi si scindono in una moltitudine di poteri molto più limitati e specifici, ciascuno dei quali si lega ad una delle moltissime personalità che di volta in volta hanno assunto il suo controllo. Nonostante questo, se sapesse ben controllare i suoi poteri ed avesse una personalità unica sarebbe potenzialmente onnipotente. Legione nel corso del tempo ha mostrato tantissimi poteri particolari, ciascuno dei quali legato alle circa 201 personalità dissociate finora presentate. Queste abilità fanno di lui un mutante di livello omega, ben più potente del padre e probabilmente fra i mutanti più potenti mai esistiti; però tuttora, pur avendo imparato a tenere a bada almeno in parte il disturbo di cui soffre, egli si è dimostrato alquanto inesperto nell'uso dei suoi poteri.
Nel corso delle sue vicende quindi, oltre a mostrare i poteri telepatici del padre, ha mostrato anche pirocinesi, capacità di viaggio nel tempo e telecinesi, ognuna delle quali controllata da una personalità che è stata poi riassorbita. La prima personalità emersa, Jemail, era la mente di un terrorista che David riuscì in qualche modo ad "assorbire". Secondo Karma l'unico modo tramite cui Legione può assorbire le menti delle altre persone è essere accanto a loro mentre muoiono o tramite la telepatia. Le altre due personalità dominanti "iniziali" di Legione, Jack Wayne e Cyndi, si sono manifestate da sole, assieme a svariate altre. Sostanzialmente ogni nuovo potere che "nasce" in Legione si lega ad una personalità nuova o "assorbita", la quale controlla quello specifico potere.
Durante alcuni momenti di lucidità David è riuscito ad acquisire il controllo dei suoi poteri per periodi più o meno lunghi (durante la saga dei Nuovi Mutanti, ad esempio). Spesso molte delle personalità di Legione assumono l'aspetto di mostri, pseudo alieni o creature assurde, le quali riflettono il suo io interiore. Durante la saga dei Nuovi Mutanti, tramite la personalità nota come "Moira", chi controllava la bambola controllava anche il corpo di David.
La personalità di base di Legione è abbastanza frammentaria ed è riemersa in poche occasioni (quando venne liberato da Karma e Magik, o quando il Dr. Nemesis iniziò ad uccidere alcune personalità multiple). Nell'arco narrativo Age of X prende vita una versione di Legione amata da tutti in quanto eroe. Si scopre però solo in seguito che l'intera realtà di Age of X è stata creata dai poteri di David, proprio per vivere una vita eroica, come membro amato dagli altri X-Men.
Ultimamente la personalità dominante è rimasta abbastanza fissa, cioè quella vera e propria di David Heller, come viene presentata nella serie X-Men Legacy. In questa serie sono state "mostrate" solo alcune delle migliaia di personalità (e poteri) di David (in Legacy viene rivelato che ne sono rimaste solo duecento, ma che ne possono nascere altre in ogni momento, come dimostrato dalla personalità definita "Demone").
In ordine alfabetico, per apparizione, si possono elencare le seguenti personalità e poteri:
- Jemail Karami (n°2), era il capo di un gruppo di terroristi la cui mente venne "inglobata" da quella di David dopo un attentato. Possedeva il potere della telepatia.
- Jack Wayne (n°3), una delle prime personalità a mostrarsi, tra le più brutali e malvagie, possedeva il potere della telecinesi.
- Cyndi (n°4) possedeva il potere della pirocinesi.
- Sally (n°67) ha l'aspetto di una donna obesa, dotata della capacità di aumento muscolare alla Hulk e quindi di una superforza.
- Marci, l'unica entità non malvagia, era una bambina di Coquille, resa schiava assieme a David nell'Era di Apocalisse; venne uccisa e David assorbì la sua mente. Dopo gli avvenimenti di "Moira" viene lasciata libera come unica personalità "buona" di David.
- Moira, una bambola in grado di prendere il totale controllo del corpo di David, viene creata dopo il ritrovamento del corpo di Legione nel bunker di cemento dai Nuovi Mutanti e successivamente sconfitta; chiunque controlla Moira controlla David.
- Durante "Age of X" si manifesta una personalità con l'aspetto della defunta Moira McTaggert, in grado di deformare la realtà per crearne un'altra in cui Legione è un "eroe" ed è uno dei protettori dalle intrusioni esterne.
- Un punk-rocker senza nome (n°115) era in grado di incanalare il suono in esplosioni sonore note come "aggressioni acustiche".
- Johnny Gomorrah (n°186) era in grado di trasformare nemici e oggetti in statue di sale.
- Una delle personalità, il cui nome e aspetto è sconosciuto, aveva il potere del teletrasporto.
- Time-Sink (n°227) poteva manipolare il tempo.
- Una personalità senza nome (n°302) in grado di colpire con pugni rapidissimi.
- Styx (n°666) in grado di assorbire lo spirito delle sue vittime tramite il tocco, e controllarne poi i corpi.
- Una personalità senza nome (n°749) che può generare elettricità.
- Una personalità senza nome (n°762) era un pirata in grado di sputare gas acido.
- Una personalità senza nome (n°898) era un centauro.
- Una personalità senza nome (n°993) che poteva emettere materiali gassosi ad alta velocità.
- Delphic (n°1012) aveva la pelle blu, era apparentemente onnisciente e poteva rispondere a tre domande dirette; apparentemente poteva emettere anche scariche elettriche.
- Endgame poteva contrastare qualsiasi attacco rivolto verso lui trasformandolo in qualcos'altro, come l'aumento della forza fisica dopo un attacco con un'arma o la trasformazione della forma in un'onda magnetica.
- Chain era un virus umano, in grado di contagiare chiunque lo toccasse e mutarlo in un'altra versione di se stesso, dotato di una diversa arma.
- Susan in Sunshine era in grado di amplificare le emozioni di chi la circondava.
- Bleeding Image era una bambola vudu in grado di amplificare qualsiasi dolore che si auto-infliggeva e farlo provare alle sue vittime.
- Ksenia Nadejda Panov, ereditiera russa e torturatrice di cuccioli, era in grado di creare bisturi psionici simili ad artigli sulle dita. Questa è stata la personalità che ha attaccato L'Estrattore (David) nel Complesso Qortex, causando quel momento di distrazione che permise a David di percepire la morte di suo padre e distruggere poi l'intero Complesso.
- Zubar "lo Strillo dell'Aria" aveva il potere della levitazione.
- Tyrannix l'Abominide, una creatura simil-Cthulhu dotata di tentacoli e telepatia.
- Un personaggio non menzionato con il potere di guarire le persone.
- Durante "l'esibizione" atta a fare andare via le persone che volevano attaccare la Comune in cui viveva David, assieme a Merzah, tramite il controllo di svariate personalità, vengono mostrate alle persone vari poteri fra cui il potere di generare un'enorme aura, formata da scritte miste a forma di fiore di loto; il potere di guarire e fare ricrescere gli arti; di fare crescere le piante all'istante; e di generare dal corpo fiamme nere a forma di teste di dragone.
- Dopo la morte di Xavier si manifestò un'ulteriore personalità nella mente di David, noto unicamente come "Demone". Era immune alla telepatia, possedeva un potere sconosciuto (riuscendo perfino a causare uno shock mentale a Blindfold) e apparentemente al suo interno risiedeva una parte della mente di Xavier dato che chiamava David "figlio mio".
- Kirbax il Kraklar, un enorme orco rosso che prese brevemente controllo di Legione dopo la morte di Xavier, aveva il potere della "cascata protonica" ed era in grado di volare ed emettere una scarica elettrica gialla continua.
- Un misterioso personaggio vestito da cowboy era in grado di generare mitragliatori d'energia sulle mani e sparare con essi.
- L'Origamista era un lottatore di sumo in grado di deformare la realtà e piegare lo spazio-tempo.
- Max Kelvin, un uomo posato, in giacca e bombetta, ma che se messo alle strette sporgeva gli occhi come un insetto, era in grado di scagliare scariche rombanti di plasma infuocato.
- Il Cronodon (una sorta di dinosauro con un orologio al posto della testa) poteva apparentemente controllare lo scorrere del tempo;
- Vomitus Jr, un diavoletto alato, era in grado di vomitare acido. Era, a detta di David, la più "inoffensiva delle personalità inoffensive".
- K-Zek il Conduttore, un essere a forma di robot, permette di trasferire qualsiasi tipo di energia senza fili, sia scariche elettriche contro chi le ha scagliate, sia effettuare telefonate o comunicazioni via onde radio senza usare apparecchi.
- Annie Anti-Newtoniana, una sorta di zombie femmina, poteva piegare le leggi della natura, fra cui creare una pelle a "zero tau" in grado di respingere qualsiasi attacco al mittente usando la legge di conservazione dell'energia;
- Il Fabbro di Pelli, un mostruoso essere privo di gambe con un'enorme coda di pelle, poteva "generare" pelle sulla faccia dei nemici e soffocarli.
- Findo il Trovatore, un essere verde simile ad un goblin, era in grado di localizzare qualsiasi cosa nell'universo;
- Wodo il Wormhole era in grado di generare wormhole cosmici e trasportare qualsiasi creatura in qualsiasi punto dell'universo.

## Altre versioni

### Ultimate
Nell'universo Ultimate è una reincarnazione del mutante Proteus, ed è figlio di Xavier e di Moira MacTaggert.

### Age of X
Nella Age of X reality Legione fa parte di un gruppo di eroi noto come "Force Warriors", un gruppo scelto di telepati e telecineti in grado di creare un enorme "campo di forza" (uno scudo telecinetico che protegge la Fortezza X). Al contrario della sua controparte in Terra-616 il David di questa realtà non possiede (o controlla pienamente) personalità multiple. Quando Magneto rivela la realtà legata alla creazione della Fortezza X (è un mondo fittizio creato da una delle personalità di Legione, dopo un attacco alla sua mente), arrivano subito i Force Warriors e lo catturano. Durante un flashback viene rivelato che Xavier aveva chiesto al Dr. Nemesis di entrare nella mente di David per scoprire cosa non funzionasse; un piccolo gruppo composto da Xavier stesso, Blindfold e il Dr. Nemesis entra allora nella mente di Legione, scoprendo tutte le sue personalità morte e rinchiuse in migliaia di compartimenti stagni. Il Dr. Nemesis, stupito, spiega che quando una personalità viene "cancellata" (o uccisa) sparisce semplicemente, senza lasciare alcun corpo. Xavier viene poi attaccato da una sorta di "anticorpo psichico", una sorta di creatura in grado di cancellare le personalità, con il viso della defunta Moira McTaggert, la quale ha anche creato il "mondo alternativo" in cui Legione è un eroe e che sostiene sia questo l'unico modo perché David possa vivere felice. Nella realtà alternativa quindi "Moira" trasformò Utopia nella Fortezza X e si inserisce nel Supercomputer X e in Moira, permettendo l'attacco degli eserciti umani ai mutanti. Fortunatamente Legacy, la Rogue alternativa, scopre la realtà di quel mondo e libera i telepati, che convincono poi Legione a "riassorbire" la personalità di Moira e resettare la linea spazio-temporale.

## Altri media
- David Haller è il protagonista della serie televisiva Legion, trasmessa dal canale FX e prodotta da 20th Century Fox Television e Marvel Television.[1] La serie è ambientata in un universo parallelo rispetto a quello dei film degli X-Men. Nel febbraio 2016 Dan Stevens viene scelto come protagonista; fanno parte del cast anche Rachel Keller, Aubrey Plaza e Jean Smart.[2][3]